# Michał Łogosz

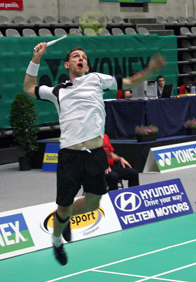
Michał Łogosz (2011)

Michał Andrzej Łogosz (* 23. November 1977 in Płock) ist ein polnischer Badmintonspieler.
Er gehörte zur polnischen Auswahl für die Olympischen Sommerspiele 2000, 2004, 2008 und 2012.

## Sportliche Karriere
Łogosz gewann 1998 seinen ersten Titel bei den polnischen Meisterschaften zusammen mit Damian Pławecki im Herrendoppel. Ab dem Folgejahr startete er mit Robert Mateusiak und erkämpfte er sich bis 2009 (bis auf 2006) alle Meistertitel im Doppel. Mit ihm konnte er sich auch für die Olympischen Sommerspiele 2000, 2004, 2008 und 2012 qualifizieren. Bei den beiden ersten Starts war jeweils im Achtelfinale Endstation im Herrendoppel. 2008 reichte es sogar für das Viertelfinale. 2012 musste die Paarung in der Gruppenphase aufgeben, da bei Michal Logosz im Match gegen die Paarung Maneepong Jongjit und Bodin Isara aus Thailand eine Verletzung der Achillessehne auftrat.
2000, 2002, 2004 und 2006 wurden Łogosz und Mateusiak jeweils Dritter bei den Badminton-Europameisterschaften im Herrendoppel.

## Sportliche Erfolge
| Saison    | Veranstaltung                              | Disziplin    | Platz | Name |
| --------- | ------------------------------------------ | ------------ | ----- | --- |
| 1995      | Polnische Meisterschaften der Junioren     | Herreneinzel | 1     | Michał Łogosz |
| 1995      | Polnische Einzelmeisterschaften            | Mixed        | 3     | Michał Łogosz / Monika Bieńkowska (Stal Płock) |
| 1995      | Polnische Meisterschaften der Junioren     | Herrendoppel | 1     | Paweł Kaczyński / Michał Łogosz |
| 1996      | Polnische Meisterschaften der Junioren     | Mixed        | 1     | Michał Łogosz / Monika Bienkowska |
| 1996      | Polnische Meisterschaften der Junioren     | Herreneinzel | 1     | Michał Łogosz |
| 1996      | Polnische Einzelmeisterschaften            | Herrendoppel | 3     | Paweł Kaczyński / Michał Łogosz (Warmia Olsztyn / Stal Płock) |
| 1997      | Polnische Einzelmeisterschaften            | Mixed        | 3     | Michał Łogosz / Monika Bieńkowska (Bizon Płock) |
| 1997      | Polnische Einzelmeisterschaften            | Herreneinzel | 3     | Michał Łogosz (Bizon Płock) |
| 1998      | Hungarian International                    | Herrendoppel | 1     | Michał Łogosz / Robert Mateusiak |
| 1998      | Polnische Einzelmeisterschaften            | Herrendoppel | 1     | Michał Łogosz / Damian Pławecki (Bizon Płock / Azs Kraków) |
| 1999      | Polish International                       | Herrendoppel | 1     | Michał Łogosz / Robert Mateusiak |
| 1999      | Polnische Einzelmeisterschaften            | Herreneinzel | 3     | Michał Łogosz (Technik Głubczyce) |
| 1999      | Polnische Einzelmeisterschaften            | Herrendoppel | 1     | Michał Łogosz / Robert Mateusiak (Technik Głubczyce / SKB Suwałki) |
| 2000      | Polnische Einzelmeisterschaften            | Herrendoppel | 1     | Michał Łogosz / Robert Mateusiak (Technik Głubczyce / SKB Litpol-Malow Suwałki) |
| 2000      | Europameisterschaft                        | Herrendoppel | 3     | Robert Mateusiak / Michał Łogosz |
| 2000      | Kroatien: Internationale Meisterschaften   | Herrendoppel | 1     | Michał Łogosz / Robert Mateusiak |
| 2000      | Weltmeisterschaften der Studenten          | Herreneinzel | 3     | Michał Łogosz |
| 2000      | Weltmeisterschaften der Studenten          | Herrendoppel | 2     | Michał Łogosz / Damian Pławecki |
| 2001      | Polnische Einzelmeisterschaften            | Herrendoppel | 1     | Michał Łogosz / Robert Mateusiak (SKB Litpol-Malow Suwałki) |
| 2001      | Österreich: Internationale Meisterschaften | Herrendoppel | 1     | Michał Łogosz / Robert Mateusiak |
| 2001      | Polnische Einzelmeisterschaften            | Mixed        | 2     | Michał Łogosz / Joanna Szleszyńska (SKB Litpol-Malow Suwałki) |
| 2002      | Polnische Einzelmeisterschaften            | Herrendoppel | 1     | Michał Łogosz / Robert Mateusiak (SKB Litpol-Malow Suwałki) |
| 2002      | Polnische Einzelmeisterschaften            | Mixed        | 2     | Michał Łogosz / Joanna Szleszyńska (SKB Litpol-Malow Suwałki) |
| 2002      | Europameisterschaft                        | Herrendoppel | 3     | Robert Mateusiak / Michał Łogosz |
| 2002      | Weltmeisterschaften der Studenten          | Herrendoppel | 1     | Michał Łogosz / Przemysław Wacha |
| 2002      | Weltmeisterschaften der Studenten          | Mixed        | 2     | Michał Łogosz / Joanna Szleszyńska |
| 2002      | Polnische Internationale Meisterschaften   | Herrendoppel | 1     | Michał Łogosz / Robert Mateusiak |
| 2002      | Portugal: Internationale Meisterschaften   | Herrendoppel | 1     | Michał Łogosz / Robert Mateusiak |
| 2003      | Österreich: Internationale Meisterschaften | Herrendoppel | 1     | Michał Łogosz / Robert Mateusiak |
| 2003      | Schottland: Internationale Meisterschaften | Herrendoppel | 1     | Michał Łogosz / Robert Mateusiak |
| 2003      | Polnische Internationale Meisterschaften   | Herrendoppel | 1     | Michał Łogosz / Robert Mateusiak |
| 2003      | Polnische Einzelmeisterschaften            | Mixed        | 2     | Michał Łogosz / Joanna Szleszyńska (SKB Litpol-Malow Suwałki) |
| 2003      | Polnische Einzelmeisterschaften            | Herrendoppel | 1     | Michał Łogosz / Robert Mateusiak (SKB Litpol-Malow Suwałki) |
| 2003      | Bitburger Open                             | Herrendoppel | 1     | Michał Łogosz / Robert Mateusiak |
| 2004      | Europameisterschaft                        | Herrendoppel | 3     | Robert Mateusiak / Michał Łogosz |
| 2004      | Swedish International Stockholm            | Herrendoppel | 1     | Michał Łogosz / Robert Mateusiak |
| 2004      | Polnische Einzelmeisterschaften            | Mixed        | 2     | Michał Łogosz / Joanna Szleszyńska (SKB Litpol-Malow Suwałki) |
| 2004      | Polnische Einzelmeisterschaften            | Herrendoppel | 1     | Michał Łogosz / Robert Mateusiak (SKB Litpol-Malow Suwałki) |
| 2005      | Polnische Einzelmeisterschaften            | Mixed        | 2     | Michał Łogosz / Joanna Szleszyńska (SKB Litpol-Malow Suwałki) |
| 2005      | Polnische Einzelmeisterschaften            | Herrendoppel | 1     | Michał Łogosz / Robert Mateusiak (SKB Litpol-Malow Suwałki) |
| 2005      | Polish International                       | Herrendoppel | 1     | Michał Łogosz / Robert Mateusiak |
| 2005      | China Masters                              | Herrendoppel | 3     | Robert Mateusiak / Michał Łogosz |
| 2006      | Polnische Einzelmeisterschaften            | Mixed        | 2     | Michał Łogosz / Joanna Szleszyńska (SKB Litpol-Malow Suwałki) |
| 2006      | Bitburger Open                             | Herrendoppel | 1     | Michał Łogosz / Robert Mateusiak |
| 2006      | Polnische Einzelmeisterschaften            | Herrendoppel | 3     | Michał Łogosz / Robert Mateusiak (SKB Litpol-Malow Suwałki) |
| 2006      | Europameisterschaft                        | Herrendoppel | 3     | Robert Mateusiak / Michał Łogosz |
| 2007      | Bulgarien: Internationale Meisterschaften  | Herrendoppel | 1     | Robert Mateusiak / Michał Łogosz |
| 2007      | Polnische Einzelmeisterschaften            | Herrendoppel | 1     | Michał Łogosz / Robert Mateusiak (SKB Litpol-Malow Suwałki) |
| 2007      | Polnische Einzelmeisterschaften            | Mixed        | 2     | Michał Łogosz / Joanna Szleszyńska (SKB Litpol-Malow Suwałki) |
| 2007/2008 | Deutsche Mannschaftsmeisterschaft          | Mannschaft   | 3     | SG EBT Berlin (Xuan Chuan, Tim Dettmann, Dieter Domke, Conrad Hückstädt, Karsten Lehmann, Michał Łogosz, Johannes Schöttler, Johannes Szilagyi, Nicole Grether, Janet Köhler, Joanne Nicholas, Juliane Schenk) |
| 2008      | Polnische Einzelmeisterschaften            | Herrendoppel | 1     | Michał Łogosz / Robert Mateusiak (SKB Litpol-Malow Suwałki) |
| 2008      | Polnische Einzelmeisterschaften            | Mixed        | 2     | Michał Łogosz / Joanna Szleszyńska (SKB Litpol-Malow Suwałki) |
| 2009      | Polnische Einzelmeisterschaften            | Mixed        | 2     | Michał Łogosz / Natalia Pocztowiak (SKB Litpol-Malow Suwałki / Lks Technik Głubczyce) |
| 2009      | Polnische Einzelmeisterschaften            | Herrendoppel | 1     | Michał Łogosz / Robert Mateusiak (SKB Litpol-Malow Suwałki) |
| 2011      | Czech International                        | Herrendoppel | 1     | Adam Cwalina / Michał Łogosz |
| 2011      | Polnische Einzelmeisterschaften            | Herrendoppel | 1     | Adam Cwalina / Michał Łogosz |
| 2011      | Strasbourg Masters                         | Herrendoppel | 1     | Adam Cwalina / Michał Łogosz |
| 2012      | Polnische Einzelmeisterschaften            | Herrendoppel | 1     | Robert Mateusiak / Michał Łogosz (Hubal Białystok / SKB Litpol-Malow Suwałki) |